# 「日本語」をどう書くか
『「日本語」をどう書くか』（にほんごをどうかくか）は、柳父章の著書。1981年12月にPHP研究所から出版された旧版と、2003年3月に法政大学出版局から出版された新版、2020年7月にKADOKAWA（角川ソフィア文庫）から出版された文庫版がある。法政大学出版局とKADOKAWAのものは鉤括弧を外した『日本語をどう書くか』というタイトルで出版されている。
日本語の文章を主題とした全5章11編の随筆からなる。比較文化論の視点から、何かと正統なイメージをまといがちな日本語の書き言葉を分析した内容となっており、混迷している日本語の表現の指針を示そうとするもの。
歌人の山田航は、「現代日本人にとっての「アタリマエの日本語」が、いかに不自然なものであるかを教えてくれる。日本語の常識を疑う刺激的な一冊だ」と本書を評している。